# جورج دبلیو آلبی
جورج دبلیو آلبی (به انگلیسی: George W ,Albee) زاده ۱۹۲۱ روانشناس آمریکایی که نیروی انسانی و جامعه‌شناسی مشاغل را مورد توجه و مطالعه قرار داد. عمده مطالعات وی در زمینه مرض‌شناسی روانی متمرکز بوده است.